# جوي ترافولتا
جوي ترافولتا (بالإنجليزية: Joey Travolta)‏ (و. 1950  م) هو مخرج أفلام، ومنتج أفلام، وكاتب سيناريو، وممثل تلفزي، وممثل أفلام أمريكي، ولد في إنغلوود.

## التعليم
تعلم في William Paterson University ‏.

## وصلات خارجية
- جوي ترافولتا على موقع IMDb (الإنجليزية)
- جوي ترافولتا على موقع ألو سيني (الفرنسية)
- جوي ترافولتا على موقع ميوزك برينز (الإنجليزية)
- جوي ترافولتا على موقع أول موفي (الإنجليزية)
- جوي ترافولتا على موقع قاعدة بيانات الأفلام السويدية (السويدية)
- جوي ترافولتا على موقع إن إن دي بي (الإنجليزية)
- جوي ترافولتا على موقع ديسكوغز (الإنجليزية)
- جوي ترافولتا على موقع قاعدة بيانات الفيلم (الإنجليزية)
- جوي ترافولتا على موقع كينوبويسك (الروسية)